# Rémelfing
Rémelfing (deutsch Remelfingen) ist eine französische Gemeinde mit 1308 Einwohnern (Stand 1. Januar 2022) im Département Moselle in der Region Grand Est (bis 2015 Lothringen). Sie gehört zum Arrondissement Sarreguemines.

## Geografie
Die Gemeinde Rémelfing liegt an der Saar, unmittelbar südöstlich von Saargemünd.
Der frühere Bahnhof Rémelfing an der Bahnstrecke Mommenheim–Sarreguemines ist heute ein Haltepunkt.

## Geschichte
Das Gemeindewappen zeigt zwei frühere Herrschaften, die Besitz in Rémelfing hatten: die Schlüssel stehen für die Abtei Senones, ein Lehen der Bischöfe von Metz; die Anker sind die Symbole der Familie Hausen.
1891 kaufte der Industrielle Eduard Jaunez das mittelalterliche Schloss Remelfingen und baute es zu einem modernen Landsitz um. 1912 kauften die Reichseisenbahnen in Elsaß-Lothringen das Schloss und ließen große Teile abreißen, um die Rangieranlagen des Bahnhofs Remelfingen erweitern zu können. Im verbleibenden Teil ist heute die Mairie untergebracht.

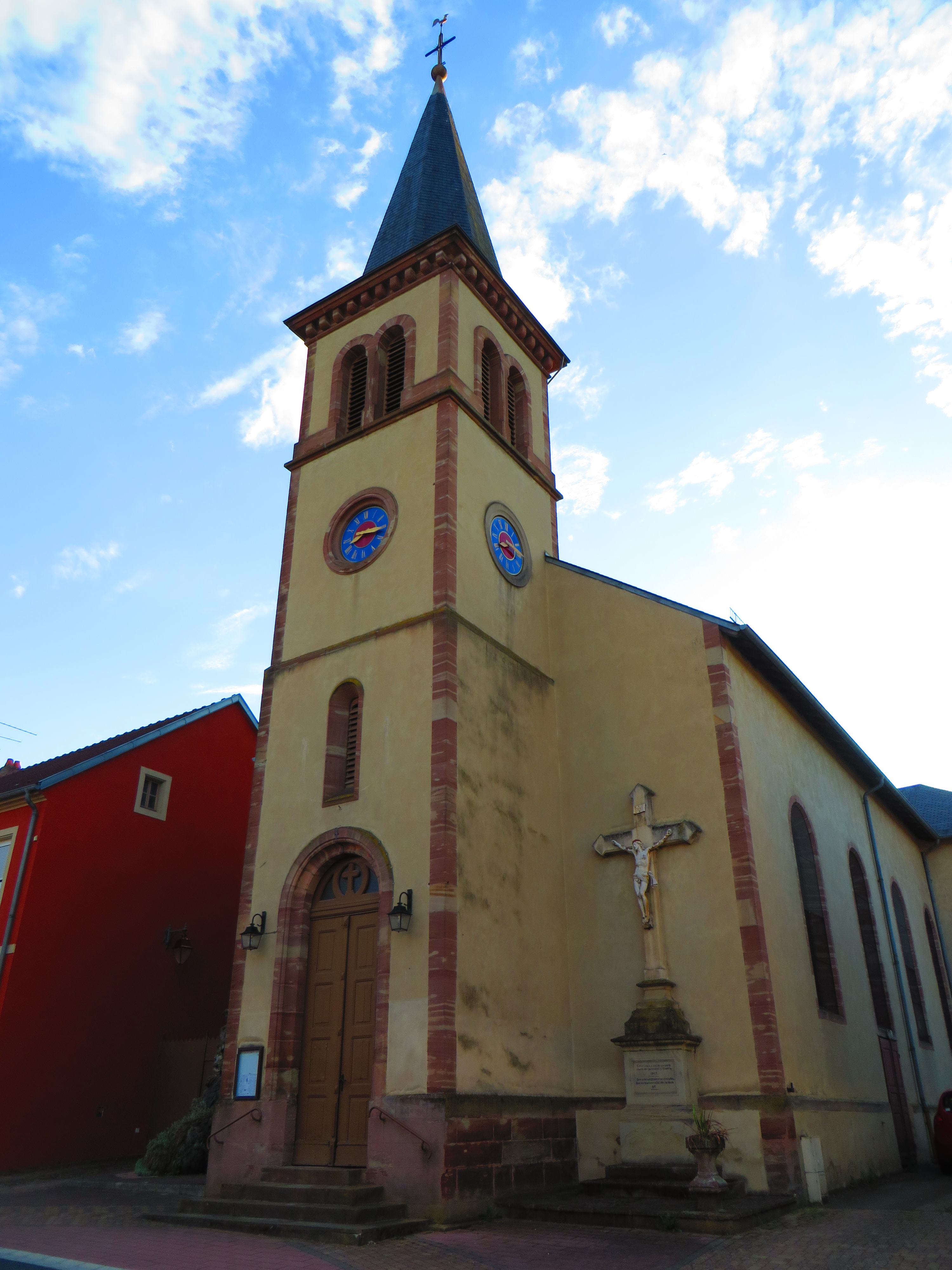
Kirche Saint-Pierre

Bevölkerungsentwicklung
| Jahr      | 1962 | 1968 | 1975 | 1982 | 1990 | 1999 | 2007 | 2019 |
| Einwohner | 1231 | 1234 | 1341 | 1262 | 1310 | 1485 | 1479 | 1397 |

## Belege
1. ↑  Baudoin, S. 66; Eisenbahnatlas Frankreich. Bd. 1: Nord – Atlas ferroviaire de la France. Tome 1: Nord. Schweers + Wall, Aachen 2015. ISBN 978-3-89494-143-7, Taf. 21, A4.
2. ↑  Wappenbeschreibung auf genealogie-lorraine.fr (französisch)
3. ↑  Baudoin, S. 66.
4. ↑  Mairie de Rémelfing: Historique - Chateau de Rémelfing -. Abgerufen am 5. Januar 2024 (französisch).